# Шандор Гарбаї
Ша́ндор Га́рбаї (угор. Garbai Sándor; 27 березня 1879, Кішкунгалаш, Бач-Кішкун, Угорщина — 7 листопада 1947, Париж, Франція) — угорський політик-соціаліст.

## Біографія

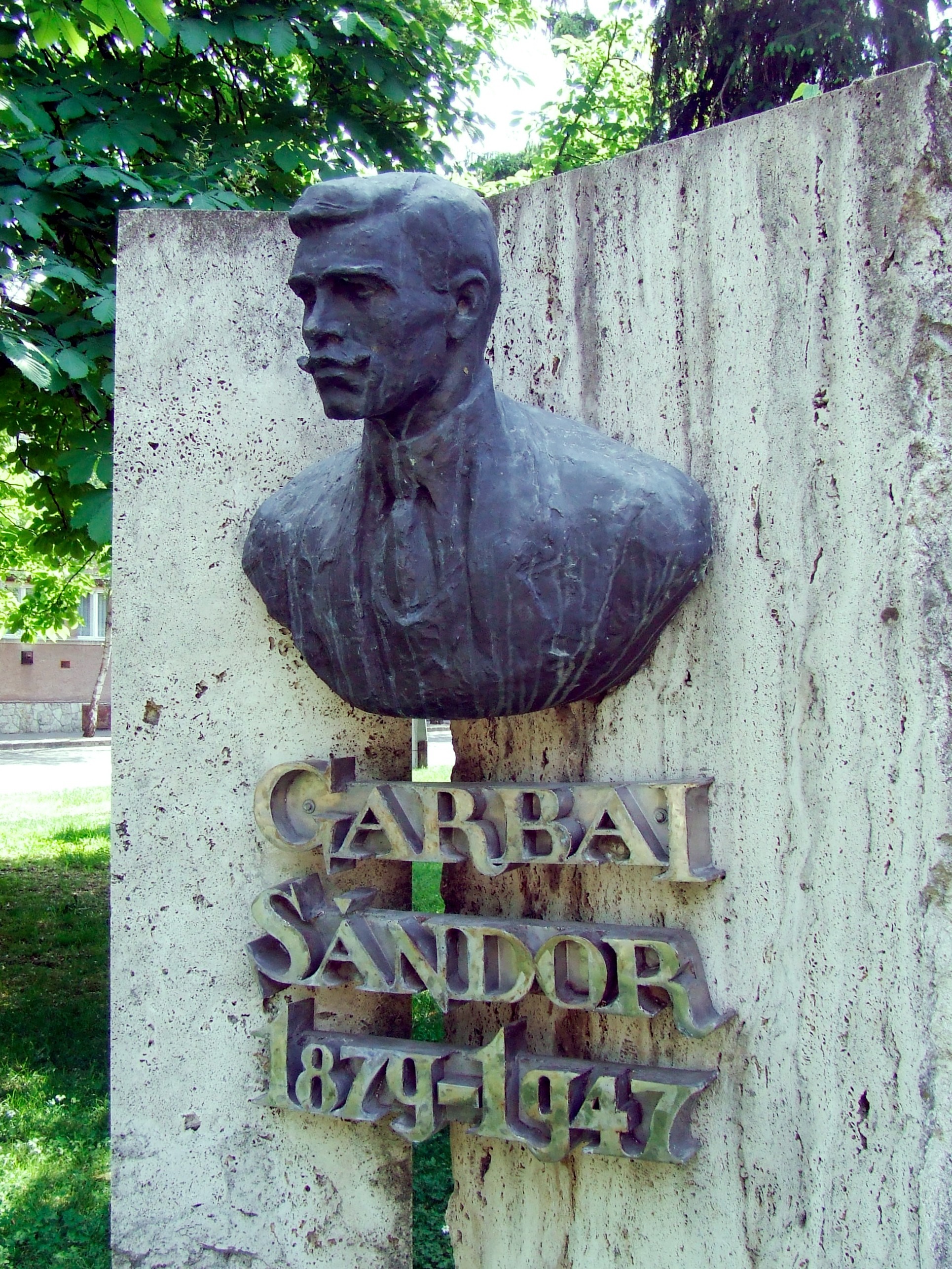
Погруддя Гарбаї

Народився в реформатській сім'ї, був робочим-каменярем, рано долучився до робітничого руху. У віці 18 років перебрався в Будапешт, де здобув популярність як оратор на соціал-демократичних мітингах. Член керівництва Угорської соціал-демократичної партії в 1901-1919, голова профспілки будівельників Угорщини з 1903, глава Національного фонду страхування робітників з 1907.
Підтримав злиття соціал-демократів і комуністів в єдину Соціалістичну партію, яка взяла владу в Угорщині. 21 березня 1919 призначений прем'єр-міністром Угорщини, сформувавши уряд в альянсі з комуністами, які проголосили створення Угорської Радянської Республіки. Хоча Гарбаї формально залишався главою уряду, фактично основну роль в уряді грав міністр закордонних справ Бела Кун.
Матяш Ракоші пізніше жартував, що переважно в єврейському за своїм складом уряді іновірець Гарбаї був потрібен, щоб хоч хтось міг підписувати смертні вироки по суботах (насправді Гарбаї не підтримував червоний терор).
Побоюючись розправи, Гарбаї втік з румунського полону в Коложварі і з'явився в Чехословаччині, залишившись в остаточній еміграції спочатку в Братиславі, потім у Відні. Був лідером центристської течії в лівій угорської еміграції. З родиною він відкрив ресторан у Відні, де приймав колишніх комуністичних та інших лівих лідерів. Ресторан незабаром збанкрутував, Гарбаї поніс величезні фінансові збитки і з тих пір жив в злиднях. Покинувши Австрію в 1934 через перемогу ультраправого уряду над робочим рухом, оселився в Братиславі, а в 1938 — в Парижі. Під час німецької окупації Франції не брав участь в русі Опору, хоча підпільники намагалися його завербувати.